# Zabaltza
Zabaltza (en basc, cooficialment en castellà Zabalza) és un municipi de Navarra, a la comarca de Cuenca de Pamplona, dins la merindad de Pamplona. Limita al nord amb Ziritza, Etxauri i Etxarri, a l'oest amb Vidaurreta i Belaskoain i a l'est amb Zizur Zendea. És format pels concejos d'Arraiza, Ubani i Zabalza.

## Demografia
| Evolució demogràfica                                         | Evolució demogràfica | Evolució demogràfica | Evolució demogràfica | Evolució demogràfica | Evolució demogràfica | Evolució demogràfica | Evolució demogràfica | Evolució demogràfica | Evolució demogràfica | Evolució demogràfica |
| 1996                                                         | 1998                 | 1999                 | 2000                 | 2001                 | 2002                 | 2003                 | 2004                 | 2005                 | 2006                 | 2007                 |
| ------------------------------------------------------------ | -------------------- | -------------------- | -------------------- | -------------------- | -------------------- | -------------------- | -------------------- | -------------------- | -------------------- | -------------------- |
| 141                                                          | 150                  | 155                  | 156                  | 164                  | 162                  | 169                  | 171                  | 186                  | 188                  | 202                  |
| Fonts: Zabalza<>Zabaltza i Institut d'Estadística de Navarra |                      |                      |                      |                      |                      |                      |                      |                      |                      |                      |